# 田中欣一
田中 欣一（たなか きんいち、1947年1月13日 - ）は、日本の写真家。埼玉県北葛飾郡（現:三郷市域）出身。雑誌グラビア撮影の傍ら、埼玉・東京でレンタルスタジオ経営を手がける。雑誌グラビア写真では、構成の緊密な作品群で緊縛写真の第一人者として知られる。ピンク映画、グラビア含めると撮影した女性は6,000人にも上る。

## 経歴
1969年
- 日本大学藝術学部写真学科卒業。

1969年-1970年
- 東映製作所に嘱託カメラマンとして所属。『キイハンター』、『プレイガール』などの宣伝スチール撮影を担当。

1971年-1987年
- ピンク映画やにっかつロマンポルノのポスター、スチール撮影を担当、この間、約800本の作品を手がける。

1988年-
- アダルト系の月刊誌『S＆Mスナイパー』などの雑誌でグラビアを担当する。

## 主な著作
- 「SEX CINE-MATRIX」大洋図書、2007年、ISBN 4-813-02068-2
- 「緊縛紀行緊縛紀行―田中欣一写真集」北欧書房、1997年、ISBN 4-883-21344-7
- 「浮世草子―朝吹ケイト緊縛写真集」北欧書房、1995年、ISBN 4-883-21204-1
- 「HIP HOP」北欧書房、1995年、ISBN 4-883-21198-3

## ピンク映画で関わった主な女優および監督
女優
- 谷ナオミ
- 東てる美
- 可愛かずみ

監督
- 山本晋也
- 若松孝二
- 渡辺護
- 高橋伴明
- 滝田洋二郎